# Комиссии по перевооружению Русской императорской армии
Комиссии по перевооружению — организация созданная в Российской империи «для принятия всех мер к успешному и быстрому перевооружению» Русской императорской армии. 
Высочайшим повелением от 30 декабря 1889 года были учреждены две временные Комиссии: главная распорядительная и исполнительная, первая — под председательством военного министра, вторая — под председательством товарища генерал-фельдцейхмейстера. 
На главную распорядительную комиссию было возложено разрешение всех мер по перевооружению и по расходованию выделяемых денежных средств (по смете на 1891 года было назначено 20 миллионов рублей, по смете на 1892 год — 20 140 000 рублей), с предоставлением ей прав военного совета; на исполнительную — непосредственное ведение дела перевооружения. 
Делопроизводство Комиссии по перевооружению Русской императорской армии было сосредоточено: распорядительной — в канцелярии военного министерства, исполнительной — в главном артиллерийском управлении.